# Joseph Nielsen
Joseph Nielsen (30. marts 1772 i Nykøbing Mors – 29. maj 1848) var en dansk handelsmand.
Han var en søn af Niels Josephsen Bukhauge og Maren Andersdatter født Steenwad. Allerede i en alder af 11 ½ år blev han hjælpelærer hos en degn på Mors og kort efter huslærer hos en gårdmand, men 1785 kom han i købmandslære, og 1798 etablerede han sig som købmand i Aalborg. Nielsen var to gange gift: 1. gang med Bolette født Nørager (død 1806), datter af herredsfoged M. Nørager, og 2. gang med Christiane Jacobe Hansen, født Tranmoes (død 1835), datter af købmand Peter Tranmoes og Eenke efter klædehandler Anders Hansen (hvem hun havde født sønnen Peder Hansen, guvernør). Med sin anden hustru fik han en del formue, som han ved sin forretningsvirksomhed betydelig forøgede, men som senere indskrænkedes adskillig ved tab på grund af flere af hans norske forretningsforbindelsers insolvens efter Norges adskillelse fra Danmark. Nielsen beklædte forskellige borgerlige tillidsposter og var 1834-40 medlem af den nørrejyske stænderforsamling. 1826 udnævntes han til agent. Han døde 29. maj 1848.